# Hydatocapnia
Hydatocapnia là một chi bướm đêm thuộc họ Geometridae.

## Các loài
- Hydatocapnia marginata (Warren, 1893)